# Kalendarium powstania warszawskiego – 10 sierpnia

## 10 sierpnia, czwartek

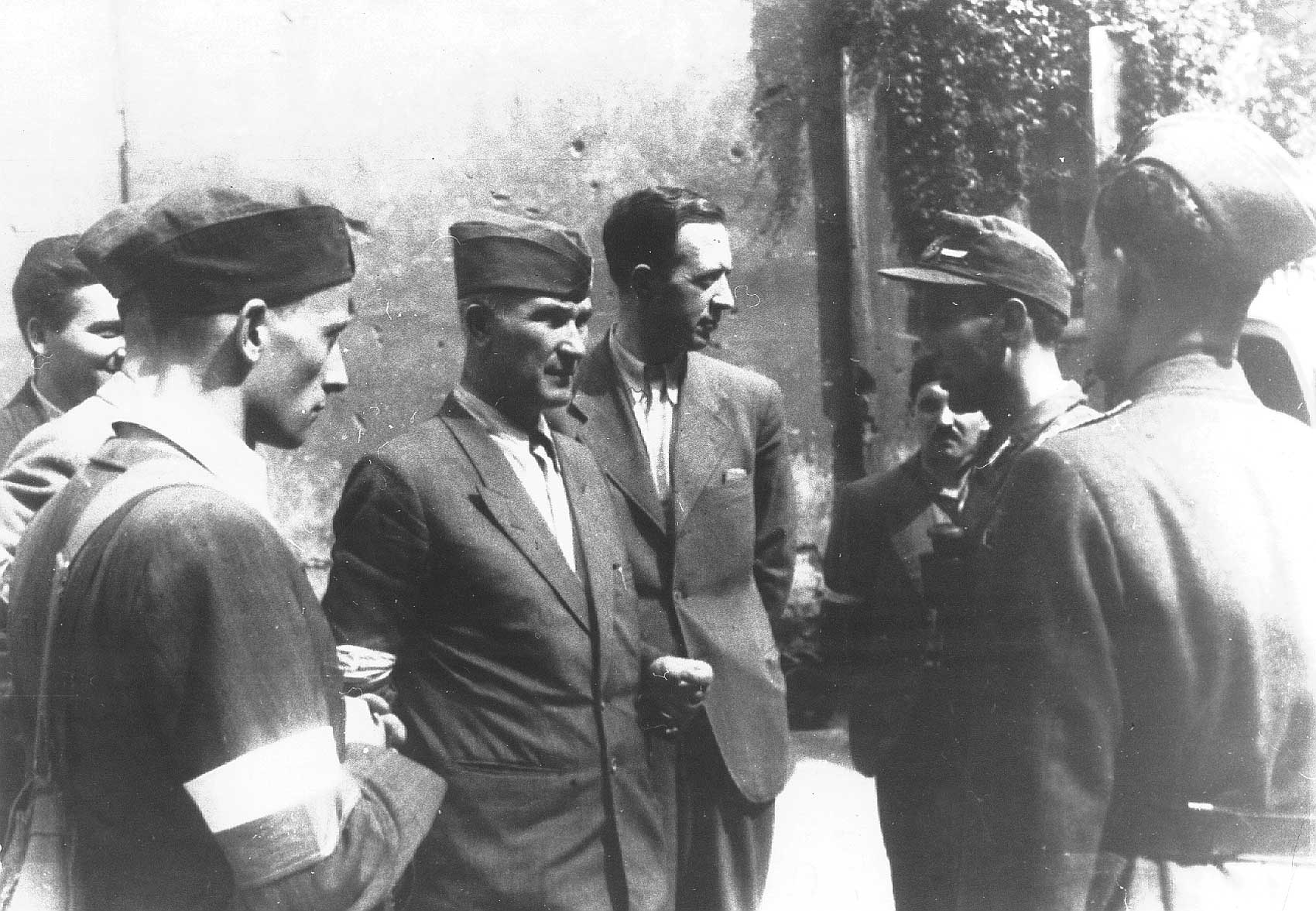
Gen. Antoni Chruściel „Monter” (w środku), komendant Okręgu Warszawskiego AK, oraz oficerowie Wydziału Propagandy Komendy Głównej AK na dziedzińcu Poczty Głównej przy placu Napoleona, 10 sierpnia 1944

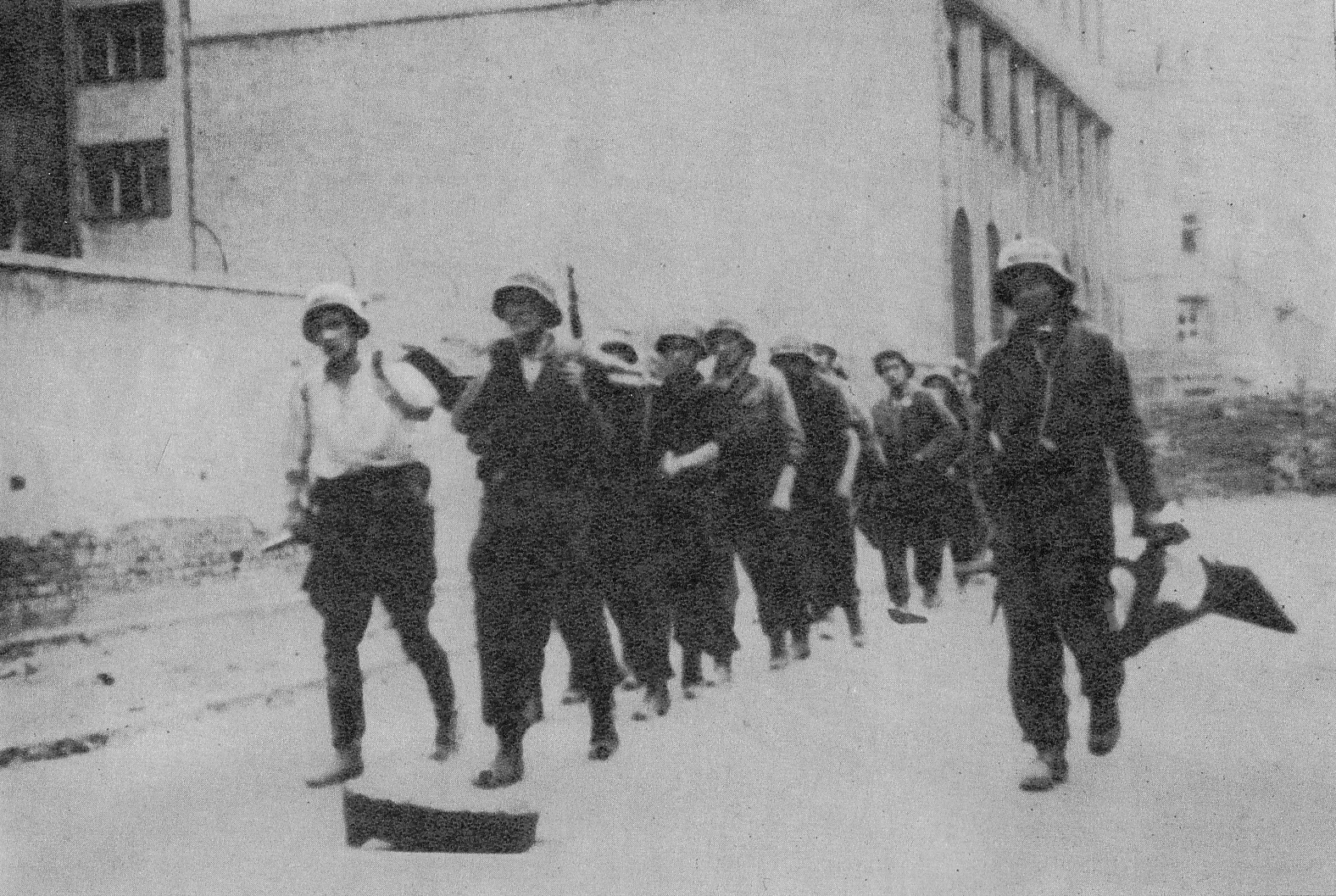
Oddział powstańców z rannym kolegą na ulicy Jasnej

BBC nadaje ostrzeżenie pod adresem hitlerowców i osób pracujących w aparacie III Rzeszy. Było powtarzane dnia następnego. Jego treść brzmiała następująco:
Raporty otrzymane od dowódcy Polskiej Armii Krajowej walczącej w Warszawie stwierdzają, że niemieckie władze wojskowe nie tylko rozstrzeliwują polskich jeńców wziętych do niewoli podczas działań wojennych w stolicy, lecz również wbrew wszelkim zasadom humanitarnym i prawu międzynarodowemu traktują w najbardziej nieludzki sposób ludność cywilną Warszawy. Wojska niemieckie nachodzą całe dzielnice miasta, mordując z premedytacją mężczyzn, kobiety i dzieci, używając ich jako osłony dla swoich czołgów i wozów pancernych.
Ostrzega się niniejszym niemieckie władze wojskowe i cywilne oraz podległy im personel wojskowy i cywilny, że:
1) wszelkie osoby, zarówno wojskowe, jak i cywilne, odpowiedzialne za nakazywanie lub wykonywanie tych okrucieństw, będą odnalezione i należycie ukarane przez zwycięskie Narody Zjednoczone;
2) niemieckie władze wojskowe w strefie działań wojennych będą odpowiedzialne za bezpieczeństwo i odpowiednie traktowanie polskiej ludności cywilnej w ogóle, a wziętych do niewoli żołnierzy Polskiej Armii Krajowej w szczególności.
Jeszcze tego samego dnia, w sieniach  Hotelu de Saxe przy ulicy Koziej, Niemcy zamordowali stu kilkunastu polskich mężczyzn i chłopców.
Oddziały Zgrupowania „Radosław” utrzymały ul. Okopową, cmentarz żydowski przy ul. Okopowej i magazyny przy ul. Stawki. Oddział kpt. „Gurta” zdobywa gmach wodociągów i kanalizacji przy placu Starynkiewicza 5. Zgrupowanie „Chrobry II” opanowuje Browar Haberbuscha (ul. Grzybowska/Krochmalna). Rejon Woli: ul. Żelazna, Grzybowska, Wronia i Ciepła w rękach polskich. Umocnienie oddziałów na Powiślu. W nocy, nad Śródmieściem i Mokotowem, samoloty brytyjskie dokonują udanych zrzutów amunicji i broni odebranych przez polskie oddziały.
Na miasto spadają niemieckie ulotki zatytułowane Ultimatum dla ludności Warszawy wzywających mieszkańców do opuszczenia stolicy. Po raz pierwszy Niemcy użyli moździerza „Karl” (kal. 610 mm, waga pocisku 2200 kg). Ostrzeliwują elektrownię na Wybrzeżu Kościuszkowskim, jednak pracownicy jej nie opuszczają, nadal dostarczając prąd Warszawie.
Z raportu w dzienniku bojowym 9. Armii niemieckiej:
W Warszawie nasze grupy szturmowe posuwają się powoli. Powstańcy wzmacniają swoje punkty oporu. „Grupa Kamiński” walczy jeszcze na Ochocie: wydaje się, że chwilowo rabunek jest dla niej ważniejszy.